# Aire d'attraction de Roussillon
L'aire d'attraction de Roussillon est un zonage d'étude défini par l'Insee pour caractériser l’influence de la commune de Roussillon sur les communes environnantes.

## Définition
L'aire d'attraction d'une ville est composée d’un pôle, défini à partir de critères de population et d’emploi ainsi que d’une couronne constituée des communes dont au moins 15 % des actifs travaillent dans le pôle. Le pôle d’attraction constitue ainsi un point de convergence des déplacements domicile-travail,.

## Géographie
L’aire d'attraction de Roussillon est une aire inter-départementale qui comporte 27 communes : 14 situées dans l'Isère, 6 dans l'Ardèche, 6 dans la Drôme. 

### Carte

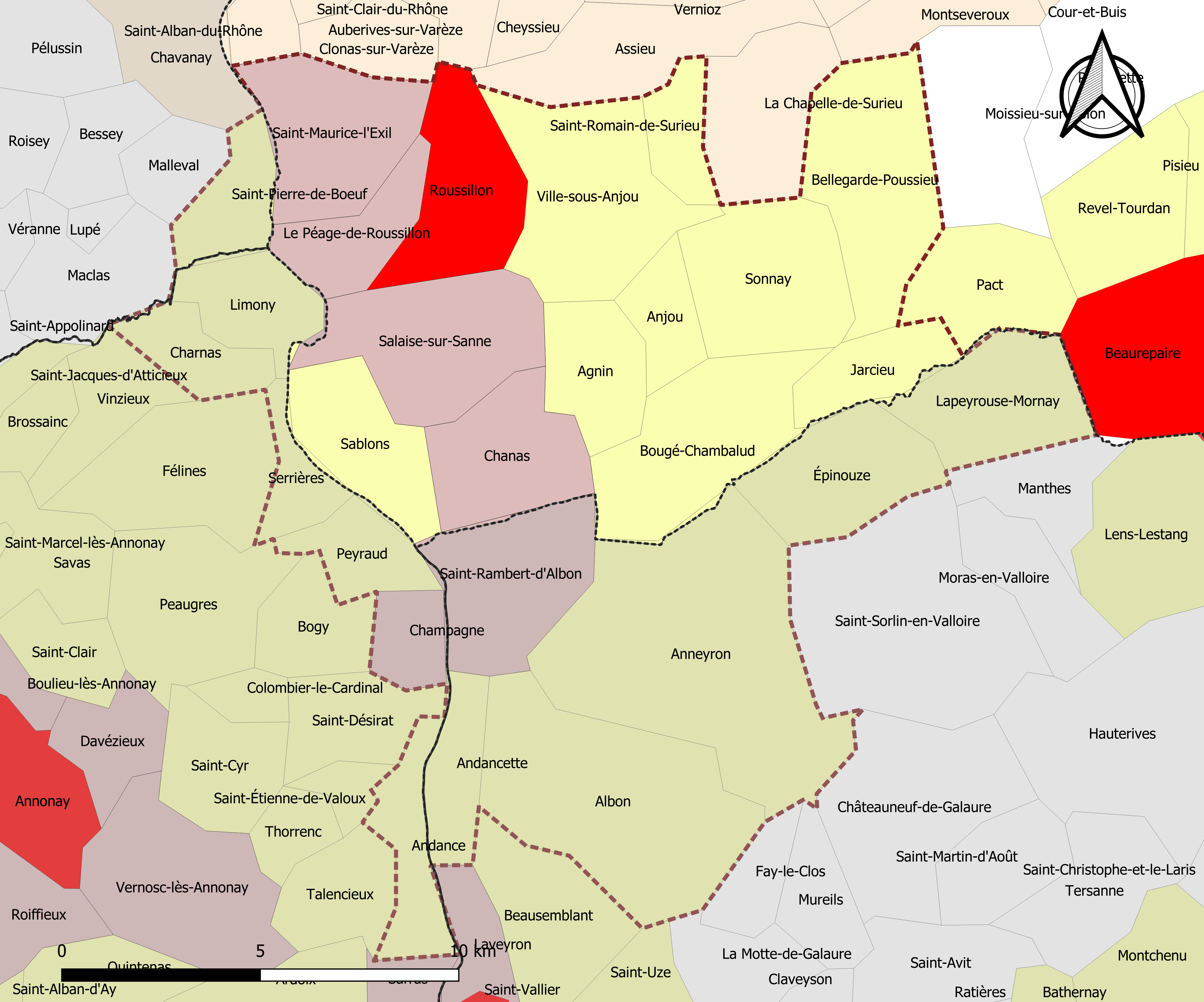
Carte de l'aire d'attraction de Roussillon.
Commune-centre
Commune du pôle principal
Commune de la couronne

### Composition communale
| Nom                         | Code Insee | Département | Statut                    | Superficie (km2) | Population (dernière pop. légale) | Densité (hab./km2) | Modifier                                    |
| --------------------------- | ---------- | ----------- | ------------------------- | ---------------- | --------------------------------- | ------------------ | ------------------------------------------- |
| Roussillon (commune-centre) | 38344      | Isère       | commune-centre            | 11,62            | 8 584 (2022)                      | 739                | modifier les données · modifier les données |
| Champagne                   | 07051      | Ardèche     | commune du pôle principal | 4,10             | 621 (2022)                        | 151                | modifier les données · modifier les données |
| Saint-Rambert-d'Albon       | 26325      | Drôme       | commune du pôle principal | 13,41            | 6 947 (2022)                      | 518                | modifier les données · modifier les données |
| Chanas                      | 38072      | Isère       | commune du pôle principal | 11,65            | 2 714 (2022)                      | 233                | modifier les données · modifier les données |
| Le Péage-de-Roussillon      | 38298      | Isère       | commune du pôle principal | 7,41             | 6 587 (2022)                      | 889                | modifier les données · modifier les données |
| Saint-Maurice-l'Exil        | 38425      | Isère       | commune du pôle principal | 12,82            | 6 722 (2022)                      | 524                | modifier les données · modifier les données |
| Salaise-sur-Sanne           | 38468      | Isère       | commune du pôle principal | 16,15            | 4 548 (2022)                      | 282                | modifier les données · modifier les données |
| Andance                     | 07009      | Ardèche     | commune de la couronne    | 6,52             | 1 193 (2022)                      | 183                | modifier les données · modifier les données |
| Charnas                     | 07056      | Ardèche     | commune de la couronne    | 5,39             | 918 (2022)                        | 170                | modifier les données · modifier les données |
| Limony                      | 07143      | Ardèche     | commune de la couronne    | 7,22             | 817 (2022)                        | 113                | modifier les données · modifier les données |
| Peyraud                     | 07174      | Ardèche     | commune de la couronne    | 5,96             | 517 (2022)                        | 87                 | modifier les données · modifier les données |
| Serrières                   | 07313      | Ardèche     | commune de la couronne    | 3,96             | 1 074 (2022)                      | 271                | modifier les données · modifier les données |
| Albon                       | 26002      | Drôme       | commune de la couronne    | 25,62            | 1 935 (2022)                      | 76                 | modifier les données · modifier les données |
| Andancette                  | 26009      | Drôme       | commune de la couronne    | 5,98             | 1 308 (2022)                      | 219                | modifier les données · modifier les données |
| Anneyron                    | 26010      | Drôme       | commune de la couronne    | 36,23            | 4 152 (2022)                      | 115                | modifier les données · modifier les données |
| Épinouze                    | 26118      | Drôme       | commune de la couronne    | 11,21            | 1 527 (2022)                      | 136                | modifier les données · modifier les données |
| Lapeyrouse-Mornay           | 26155      | Drôme       | commune de la couronne    | 11,45            | 1 188 (2022)                      | 104                | modifier les données · modifier les données |
| Agnin                       | 38003      | Isère       | commune de la couronne    | 7,96             | 1 240 (2022)                      | 156                | modifier les données · modifier les données |
| Anjou                       | 38009      | Isère       | commune de la couronne    | 5,03             | 1 023 (2022)                      | 203                | modifier les données · modifier les données |
| Bellegarde-Poussieu         | 38037      | Isère       | commune de la couronne    | 16,79            | 1 015 (2022)                      | 60                 | modifier les données · modifier les données |
| Bougé-Chambalud             | 38051      | Isère       | commune de la couronne    | 15,85            | 1 469 (2022)                      | 93                 | modifier les données · modifier les données |
| Jarcieu                     | 38198      | Isère       | commune de la couronne    | 6,31             | 1 135 (2022)                      | 180                | modifier les données · modifier les données |
| Sablons                     | 38349      | Isère       | commune de la couronne    | 10,23            | 2 306 (2022)                      | 225                | modifier les données · modifier les données |
| Saint-Romain-de-Surieu      | 38452      | Isère       | commune de la couronne    | 4,71             | 465 (2022)                        | 99                 | modifier les données · modifier les données |
| Sonnay                      | 38496      | Isère       | commune de la couronne    | 14,17            | 1 255 (2022)                      | 89                 | modifier les données · modifier les données |
| Ville-sous-Anjou            | 38556      | Isère       | commune de la couronne    | 18,25            | 1 179 (2022)                      | 65                 | modifier les données · modifier les données |
| Saint-Pierre-de-Bœuf        | 42272      | Loire       | commune de la couronne    | 5,95             | 1 705 (2022)                      | 287                | modifier les données · modifier les données |

## Démographie
Cette aire est catégorisée dans les aires de 50 000 à moins de 200 000 habitants, une catégorie qui regroupe 18,4 % de la population au niveau national,.